# VZ HG 2/3
Die Dampflokomotiven des Typs HG 2/3 bildeten ab 1890 die Grundlage des Betriebs auf der Visp-Zermatt-Bahn. Von ursprünglich acht durch die Schweizerische Lokomotiv- und Maschinenfabrik Winterthur gebauten Exemplaren sind bis heute zwei Lokomotiven bei der Dampfbahn Furka-Bergstrecke erhalten geblieben, eine davon betriebsfähig.

## Konstruktion

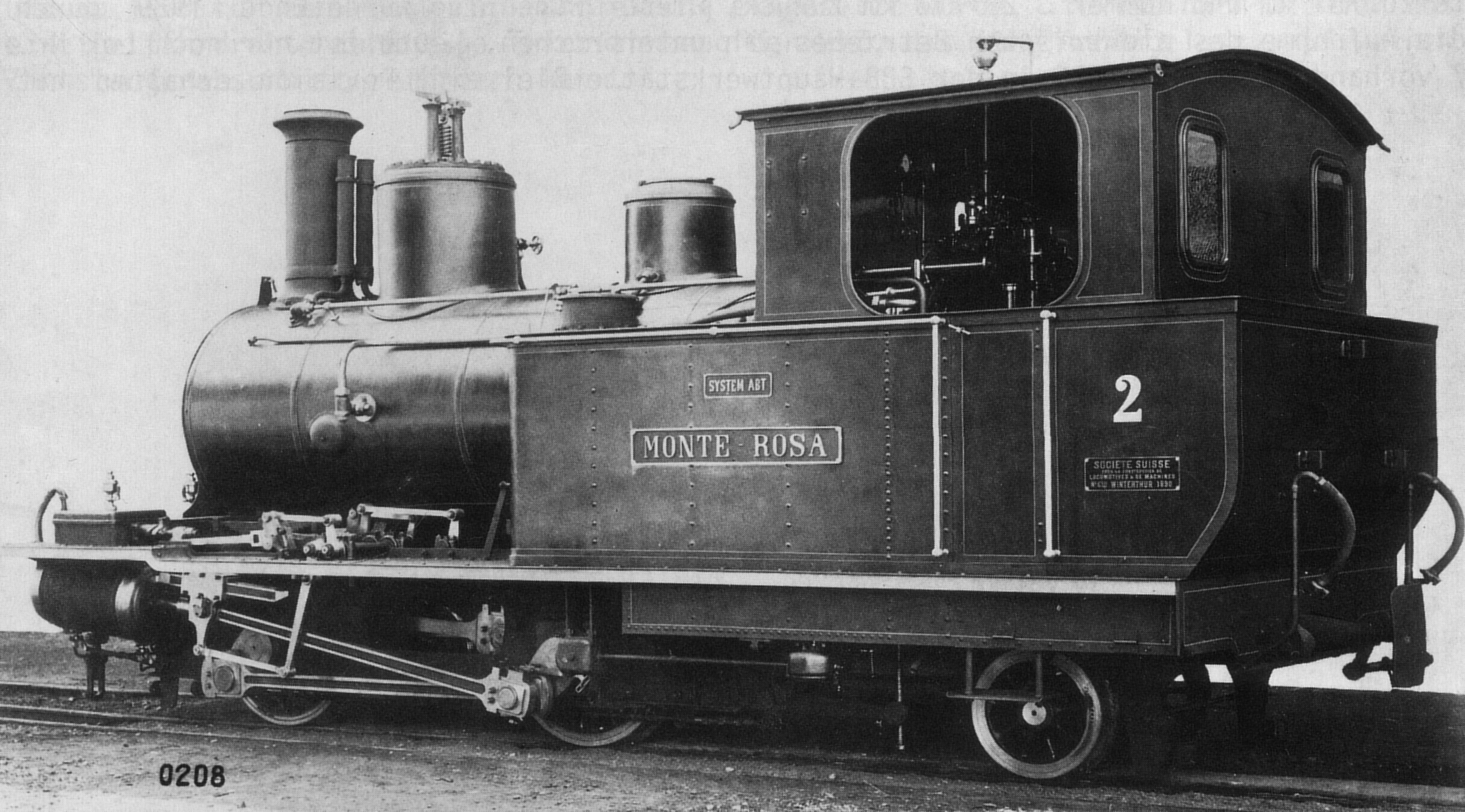
HG 2/3 Nr. 2 auf einem Werksfoto der SLM von 1890

Es handelte sich hierbei im Bauzustand um Nassdampf-Tenderlokomotiven mit kombiniertem Antrieb für Adhäsions- und Zahnradbetrieb mit zwei Kuppelachsen und einer Nachlaufachse sowie zwei Antriebszahnrädern des Systems Abt. Zusammen mit den ebenfalls 1890 gelieferten, von Floridsdorf in Wien gebauten Zahnradlokomotiven Baureihe 97 der Erzbergbahn in Österreich waren dies die ersten Lokomotiven mit diesem Antriebssystem. Die Lokomotiven verfügten über einen Aussenrahmen, um genügend Raum für das Zahnradtriebwerk zu erhalten. Dieses bestand aus einem separat gelagerten und gefederten Rahmen, der die beiden miteinander gekuppelten Triebzahnräder aufnahm. Der Antrieb der Zahnräder erfolgte über zwei unter dem Kessel angeordnete Zylinder, während die Zylinder für den Adhäsionsbetrieb aussen angeordnet waren. Alle Zylinder waren im Verhältnis 1:8 geneigt und verfügten über Flachschieber. Im Gegensatz zu späteren Zahnradlokomotiven wie der HG 3/4 der Furka-Oberalp-Bahn von 1914 arbeiteten die Zylinder auf Zahnstangenabschnitten nicht mit Verbundwirkung, d. h. alle Zylinder bezogen ihren Dampf direkt aus dem Kessel. Dies hatte zwar einen hohen Dampfverbrauch zur Folge, jedoch wurde dieser Nachteil in Anbetracht der vergleichsweise kurzen Zahnstangenabschnitte zwischen Visp und Zermatt als vernachlässigbar angesehen. Die Steuerung erfolgte nach dem System Belpaire, bei der der Antrieb nicht über die sonst üblichen Exzenter, sondern über Lenker und Querwellen vom Antriebsgestänge der jeweils anderen Lokseite erfolgte.
Der Kessel wurde in konventioneller Bauweise mit 166 Heizrohren ausgeführt und waagrecht auf dem Rahmen angeordnet. Er verfügte über je einen Dampf- und Sanddom sowie zwei Sicherheitsventile der Bauart Ramsbottom. Die Wasserkästen mit einem Fassungsvermögen von insgesamt 2.500 Litern wurden zu beiden Seiten des Kessels angeordnet, der Kohlevorrat von 1,3 Tonnen wurde an der Rückseite des Führerhauses mitgeführt. Die Lokomotiven verfügten anfangs über vier voneinander unabhängige Bremssysteme. Wichtigstes System war die Gegendruckbremse der Bauart Riggenbach, die gemeinsam, aber unabhängig voneinander auf Zahnrad- und Adhäsionstriebwerk wirkte. Zusätzlich war eine Saugluftbremse Bauart Hardy vorhanden, die auf die Treibachsen der Lokomotive wirkte und zur Bremsung des Zuges diente. Eine Dampfbremse war anfangs ebenfalls vorhanden, wurde aber bis 1902 ausgebaut, da Vakuum- und Gegendruckbremse als ausreichend angesehen wurden. Als Feststellbremse waren zudem insgesamt drei Handbremsen vorhanden, die auf die Treibräder und beide Antriebszahnräder wirkten.

## Geschichte

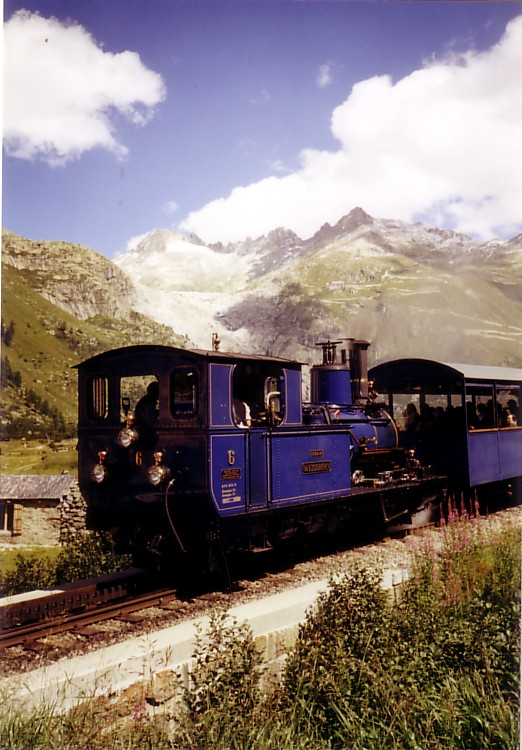
HG 2/3 Nr. 6 fährt seit 1989 bei der Dampfbahn Furka-Bergstrecke

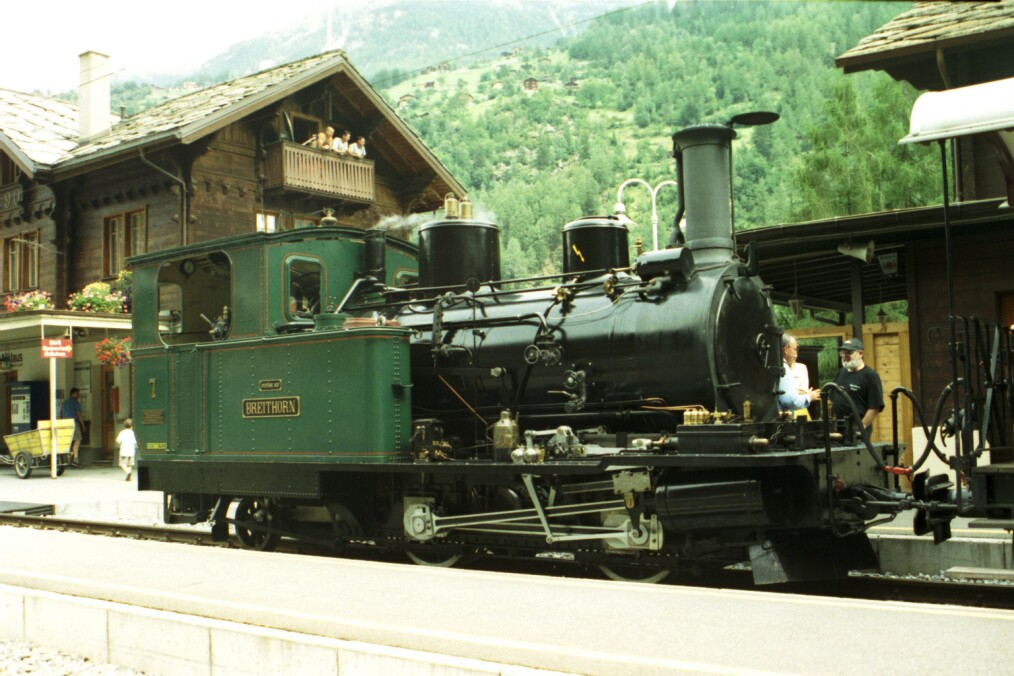
Die BVZ-Museumslokomotive HG 2/3 Nr. 7

Die ersten vier Lokomotiven trafen 1890 bei der noch nicht fertiggestellten Visp-Zermatt-Bahn ein. Die Lokomotiven bewährten sich sehr gut, so dass bis 1908 insgesamt vier weitere Exemplare beschafft wurden, die sich lediglich in Details von der ersten Serie unterschieden. Die Lokomotiven trugen die chronologisch vergebenen Nummern von 1 bis 8 und wurden zusätzlich auf die Namen von Bergen rund um Zermatt getauft. Da die VZ über keine Drehscheiben verfügte, standen die Lokomotiven immer mit dem Kessel in Richtung Zermatt am Zug.
Über die Jahre wurden zahlreiche Details umgebaut oder verbessert. Bereits 1893 mussten nach einem Achsbruch alle Achsen ausgetauscht werden, 1894 wurden neue Vakuumbremssysteme eingebaut, gleichzeitig wurde die elektrische Zugbeleuchtung mittels Akkumulatoren eingeführt. Ab 1901 wurden in die meisten Lokomotiven Rauchverbrenner der Bauart Langer eingebaut. Die grösste Verbesserung stellte jedoch der Umbau auf Heissdampf dar, der bei sechs Maschinen zwischen 1913 und 1926 durchgeführt wurde und Kohleneinsparungen von bis zu 18 % ermöglichte.
Die Elektrifizierung der VZ mit Einphasenwechselstrom 1929 ermöglichte die Abstellung der fünf ältesten Lokomotiven, drei Stück blieben als Reserve zunächst erhalten. 1935 erfolgte die Ausmusterung von Lok Nr. 8, sechs Jahre später gelangte Lok Nr. 6 zu einem Chemiebetrieb bei Domat/Ems, der heutigen Ems-Chemie. Dort wurde das Zahnradtriebwerk ausgebaut und die Lok im Rangierbetrieb eingesetzt. 1961 wurde sie abgestellt und als Geschenk der Stadt Chur übergeben, die sie vor einer Schule aufstellte. Von dort gelangte sie 1988 zur im Entstehen begriffenen Dampfbahn Furka-Bergstrecke (DFB), die sie von der Firma Oswald Steam in Samstagern betriebsfähig aufarbeiten liess. Die SLM fertigte dazu nach Originalplänen einen neuen Zahnradantrieb. Die Inbetriebnahme bei der DFB erfolgte am 27. August 1989.
Lok Nr. 7 blieb als Reserve bei der BVZ erhalten. Über Jahre stellte sie das einzige oberleitungsunabhängige Triebfahrzeug dar, das auch auf Zahnstangenabschnitten verkehren konnte. Die Lok wurde daher vor allem im Fahrleitungsbau und bei der Schneeräumung eingesetzt, zuletzt nach dem Bergsturz von Randa im Jahr 1991. Daneben verkehrte sie regelmässig im Nostalgieverkehr der BVZ. Zu diesem Zweck erhielt die Lokomotive im Jahr 2001 durch die DLM einen neuen Kessel mit Leichtölfeuerung. Zusammen mit drei restaurierten historischen Personenwagen und einem Sommerwagen kam sie so mehrfach im Jahr auf dem Streckennetz der Matterhorn-Gotthard-Bahn zum Einsatz. Zusätzlich zu den Sonderzügen von Brig nach Zermatt wurden Fahrten auf der ehemaligen FO-Strecke nach Oberwald angeboten.
Im Sommer 2002 kam sie gemeinsam mit der Schwesterlokomotive Nr. 6 auf der Furka-Bergstrecke zum Einsatz, blieb aber hinter deren Leistungen zurück. Im Sommer 2010 ging sie schließlich als Leihgabe und 2018 im Eigentum an die DFB über, war aber auch wegen der abweichenden Anforderungen des Leichtölbetriebes nur noch gelegentlich im Einsatz. Nach 2011 kam sie aber kaum mehr zum Einsatz und wurde später betriebsunfähig mit abgelaufenen Fristen abgestellt, zuerst im Depot Göschenen, später in Realp und aktuell in Gletsch. 2024 bestand immer noch das Vorhaben, sie langfristig mit dem alten kohlegefeuerten Kessel wieder in Betrieb zu nehmen.
| Nr. | Name         | Fabriknummer | Baujahr | Umbau auf Heissdampf | Ausm. | Bemerkungen                                                                                              |
| --- | ------------ | ------------ | ------- | -------------------- | ----- | --- |
| 1   | Matterhorn   | 609          | 1890    | -                    | 1929  | |
| 2   | Monte Rosa   | 610          | 1890    | 1913                 | 1929  | |
| 3   | Mischabel    | 611          | 1890    | 1926                 | 1929  | |
| 4   | Gornergrat   | 612          | 1890    | -                    | 1929  | |
| 5   | St. Theodule | 796          | 1893    | 1916                 | 1929  | |
| 6   | Weisshorn    | 1410         | 1902    | 1925                 | 1941  | 1941 an Ems-Chemie, 1961 an Stadt Chur, 1988 Schenkung der Churer Schuljugend an DFB                     |
| 7   | Breithorn    | 1725         | 1906    | 1921                 |       | 2001 neuer Kessel, betriebsfähiges Museumsfahrzeug, ab 2010 als Leihgabe bei DFB, seit 2018 Eigentum DFB |
| 8   | Lyskamm      | 1947         | 1908    | 1915                 | 1935  | |